# Куликівська селищна територіальна громада (Чернігівська область)
Куликівська селищна громада — територіальна громада в Україні, у Чернігівському районі Чернігівської області. Адміністративний центр — селище Куликівка.
Площа громади — 861,85 км², населення — 15 570 мешканців (2018).

## Історія
Утворена 7 лютого 2017 року шляхом об'єднання Куликівської селищної ради та Авдіївської, Бакланово-Муравійської, Вересоцької, Вершиново-Муравійської, Виблівської, Горбівської, Грабівської, Дрімайлівської, Дроздівської, Жуківської, Кладьківської, Ковчинської, Орлівської, Салтиково-Дівицької, Хибалівської сільських рад Куликівського району.
Відповідно до постанови Верховної Ради України від 17 червня 2020 року «Про утворення та ліквідацію районів», громада увійшла до новоствореного Чернігівського району.

## Населені пункти
До складу громади входять 1 селище (Куликівка) і 22 села: Авдіївка, Бакланова Муравійка, Будище, Вересоч, Вершинова Муравійка, Веселе, Виблі, Глузди, Горбове, Грабівка, Дрімайлівка, Дроздівка, Жуківка, Кладьківка, Ковчин, Кошарище, Орлівка, Пенязівка, Салтикова Дівиця, Уборки, Українське та Хибалівка.

## Старостинські округи
- Бакланово-Муравійський
- Вершиново-Муравійський
- Вересоцький
- Виблівський
- Горбівський
- Дрімайлівський
- Дроздівський
- Жуківський
- Кладьківський
- Ковчинський
- Орлівський
- Салтиково-Дівицький[3]